# Gavina de Magallanes
La gavina de Magallanes (Larus scoresbii) és un ocell marí de la família dels làrids (Laridae) d'hàbits costaners que cria a les Malvines, Terra del Foc i costa meridional de l'Argentina.